# Let There Be Rock
Pour les articles homonymes, voir Let There Be Rock (homonymie).
Albums de AC/DC
Dirty Deeds Done Dirt Cheap
(1976) Powerage
(1978)
Singles
1. Dog Eat Dog
Sortie : 21 mars 1977
2. Let There Be Rock
Sortie : 30 septembre 1977
3. Whole Lotta Rosie
Sortie : juin 1978

Let There Be Rock est le 3e album d'AC/DC sorti en mars 1977 en Australie et le 23 juin 1977 sous une autre version dans le reste du monde.

## Historique
Cet album fut enregistré à Sydney dans les Albert Studios et comme le précise Angus, le groupe voulait un album « plein de guitares ». Il avouera plus tard dans une interview, que cet album est celui qui définit le mieux AC/DC. La version internationale de l'album a été remastérisée en 2003. La version australienne n'est quant à elle plus commercialisée.
La légende veut que, durant l'enregistrement de la chanson Let There Be Rock, l'un des amplis d'Angus ait pris feu, et que George Young lui demanda de continuer à jouer, ce que le guitariste fit.
L'album est le premier réel succès du groupe en Europe et est le premier du groupe a se classer dans les charts britanniques où il atteindra la 17e place.
Comme d'habitude, l'Australie a droit à une pochette différente de l'Europe. La pochette de la version australienne est plus sobre, avec un fond noir et un gros plan le manche de la guitare d'Angus avec une main qui glisse dessus.Concernant le contenu, il n'y a au départ pas de changement de version entre l'Australie et l'international ; c'est la première fois pour AC/DC. Cependant, lors de la réédition de la version internationale et européenne (prise en charge par des américains), Crabsody in Blue a été remplacée par une version écourtée de Problem Child, chanson de l'album précédent Dirty Deeds Done Dirt Cheap, qui n'était pas encore sorti aux États-Unis à l'époque. La raison donnée à ce remplacement est que les paroles de la chanson étaient "trop osées", le chanteur Bon Scott chante sur le fait d'attraper des morpions. Crabsody in Blue est présente dans le coffret Backtracks, sorti en 2009. Ainsi, la chanson Problem Child apparait officiellement sur deux albums du groupe sur les éditions actuelles.

## Liste des titres
- Toutes les chansons ont été écrites par Angus Young, Bon Scott et Malcolm Young.

### Version australienne et premiers vinyles internationaux
| 1. | Go Down           | 5:33 |
| 2. | Dog Eat Dog       | 3:36 |
| 3. | Let There Be Rock | 6:08 |
| 4. | Bad Boy Boogie    | 4:29 |

| 5. | Overdose                     | 6:11 |
| 6. | Crabsody in Blue             | 4:39 |
| 7. | Hell Ain't a Bad Place to Be | 4:16 |
| 8. | Whole Lotta Rosie            | 5:22 |

### Version internationale
| 1. | Go Down           | 5:33 |
| 2. | Dog Eat Dog       | 3:36 |
| 3. | Let There Be Rock | 6:08 |
| 4. | Bad Boy Boogie    | 4:29 |

| 5. | Problem Child                | 5:24 |
| 6. | Overdose                     | 6:11 |
| 7. | Hell Ain't a Bad Place to Be | 4:16 |
| 8. | Whole Lotta Rosie            | 5:22 |

## Formation
- Bon Scott : chant
- Angus Young : guitare solo
- Malcolm Young : guitare rythmique
- Mark Evans : basse
- Phil Rudd : batterie

## Classements et certifications

### Album
Classements hebdomadaires
| Pays                          | Durée du classement | Meilleur classement | Date             |
| ----------------------------- | ------------------- | ------------------- | ---------------- |
| Australie (AMR Charts)        | 1 semaine           | 19e                 | 2 mai 1977       |
| États-Unis (Billboard 200)    | 11 semaines         | 154e                | 15 octobre 1977  |
| Pays-Bas (MegaCharts)         | 10 semaines         | 10e                 | 12 août 1978     |
| Royaume-Uni (UK Albums Chart) | 5 semaines          | 17e                 | 13 novembre 1977 |
| Suède (Sverigetopplistan)     | 5 semaines          | 29e                 | 29 juillet 1977  |

| Pays                                 | Durée du classement | Meilleur classement | Date            |
| ------------------------------------ | ------------------- | ------------------- | --------------- |
| Nouvelle-Zélande (RMNZ Albums Top40) | 1 semaine           | 42e                 | 8 novembre 1981 |

| Pays                                  | Durée du classement | Meilleur classement | Date           |
| ------------------------------------- | ------------------- | ------------------- | -------------- |
| France (SNEP)                         | 12 semaines         | 9e                  | 14 mars 2003   |
| Norvège (VG-lista)                    | 1 semaine           | 37e                 | 3 février 2003 |
| Allemagne (GfK Entertainment)         | 1 semaine           | 40e                 | 28 juin 2024   |
| Autriche (Ö3 Austria Top 40)          | 1 semaine           | 56e                 | 2 juillet 2024 |
| Écosse (Scottish Album Chart)         | 1 semaine           | 40e                 | 28 juin 2024   |
| Royaume-Uni (UK Rock and Metal Chart) | 16 semaines         | 9e                  | 28 juin 2024   |
| Suisse (Schweizer Hitparade)          | 1 semaine           | 17e                 | 30 juin 2024   |

Certifications
| Pays              | Ventes      | Certification | Date             |
| ----------------- | ----------- | ------------- | ---------------- |
| Allemagne (BVMI)  | Platine     | 500 000 +     | 2001             |
| Australie (ARIA)  | 5 × Platine | 350 000 +     | 30 janvier 2013  |
| États-Unis (RIAA) | 2 × Platine | 2 000 000 +   | 12 décembre 1997 |
| France (SNEP)     | Or          | 100 000 +     | 1980             |
| Royaume-Uni (BPI) | Or          | 100 000 +     | 22 juillet 2013  |

### Singles
| Single            | Chart              | durée du classement | Position | Date            | Certification |
| ----------------- | ------------------ | ------------------- | -------- | --------------- | ------------- |
| Whole Lotta Rosie | (V) (Ultratop)     | 9 semaines          | 12e      | 5 août 1978     | Argent        |
| Whole Lotta Rosie | (Single Top 100)   | 14 semaines         | 5e       | 8 juillet 1978  | Argent        |
| Whole Lotta Rosie | (UK Singles Chart) | 8 semaines          | 36e      | 13 juillet 1980 | Argent        |